# Anthodioctes santosi
Anthodioctes santosi är en biart som beskrevs av Urban 1999. Anthodioctes santosi ingår i släktet Anthodioctes och familjen buksamlarbin. Inga underarter finns listade i Catalogue of Life.